# Frans von Sydow

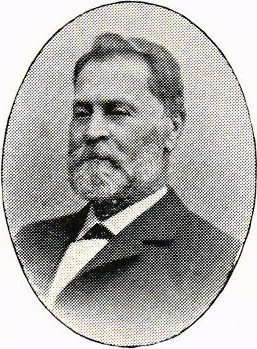
Frans Edvard von Sydow

Frans Edvard von Sydow, född 6 november 1828 i Halmstad, död 9 maj1914 i Göteborgs domkyrkoförsamling, Göteborg, var en svensk läkare. Han var bror till Carl Fredric von Sydow.
Efter att ha blivit student vid Uppsala universitet 1846 blev von Sydow medicine kandidat 1852, medicine licentiat 1854, kirurgie magister 1855 och medicine doktor 1860. Han var amanuens och underläkare vid Serafimerlasarettet i Stockholm 1855, stadskirurg i Gävle 1855–1869 och andre stadsläkare där 1869–1881 samt överläkare vid Allmänna och Sahlgrenska sjukhuset i Göteborg 1881–1891. Han invaldes som ledamot av Vetenskaps- och Vitterhetssamhället i Göteborg 1881.